# Thomas Macé
Thomas Macé   (Cambridge, 1613 - 1709) fou un cantant, llaütista, compositor i musicòleg anglès.
Durant molts anys desenvolupà el càrrec de Cantor del Trinity College de Cambridge. Va viure algun temps a York, per retornar després a Cambridge, on desenvolupà tasques d'administrador. Col·leccionista de llibres i instruments musicals, es va veure en la necessitat, per fer front a les dificultats econòmiques, de desprendre's de la seva col·lecció.
La seva obra principal és Musik's Monument, or a remembrancer of the best practical Musik, bolh divine and civil, et... (Londres, 1676) en tres volums, obra molt apreciada per les seves noticies vers una època en què tingué el seu origen la verdadera música d'orquestra. També va compondre cant coral, música per a llaüt i música diversa. Altres composicions de Macé han restat manuscrites.